# Carl Martin Friedrich Poll
Carl Martin Friedrich Poll (* 21. November 1835 in Stettin; † 12. Mai 1907 in Groß Samoklensk) war Rittergutsbesitzer und Mitglied des Deutschen Reichstags.

## Leben
Poll besuchte die Friedrich-Wilhelms-Schule in Stettin. Danach war er erst Kaufmann, dann Rittergutsbesitzer in Groß Samoklensk bei Nakel. Weiter war er Mitglied des Bezirks-Eisenbahnrats Bromberg, des Landes-Eisenbahnrats und verschiedener Kommunal-Ämter.
Von 1888 bis 1893 war er Mitglied des Deutschen Reichstags für den Wahlkreis Regierungsbezirk Bromberg 2 (Wirsitz, Schubin, Znin) und die Deutsche Reichspartei. Am 4. Januar 1888 wurde er in einer Nachwahl für den verstorbenen Abgeordneten Falckenberg erstmals in den Reichstag gewählt.